# Åke Andreasson
Åke Andreasson, Stenungsund, född 1964, är en svensk före detta fotbollsdomare. Andreasson har sedan debuten i allsvenskan år 2000 dömt 64 allsvenska matcher fram till och med 2008. Han har även agerat fjärdedomare i Uefa Champions League.
Andreasson var även en viktig del i det lag som representerade Sverige i VM för Ultimate Frisbee 1992 och tog VM-guld.
Andreasson är gift och har två barn.